# Stephen Sama
Stephen Sama (* 5. März 1993 in Bamenda, Kamerun) ist ein deutscher Fußballspieler, der vor seiner Einbürgerung kamerunischer Staatsbürger war.

## Karriere

### Verein
Sama spielte in der Jugend jeweils zwei Jahre für Schwarz-Weiß Eppendorf, die SG Wattenscheid 09, den VfL Bochum und Borussia Dortmund. 2009 wechselte er zur Jugendabteilung des FC Liverpool. Er verlängerte in der Sommerpause 2011 seinen Vertrag mit Liverpool bis Juni 2014. Am 2. September 2014 unterschrieb Sama einen Zweijahresvertrag bei der zweiten Mannschaft des VfB Stuttgart.
Sein Profidebüt für den VfB Stuttgart II gab Sama am 13. September 2014 am 9. Spieltag der Saison 2014/15 in der 3. Liga gegen den Halleschen FC. am 15. Oktober 2015 verlängerte er seinen Vertrag mit den Stuttgartern bis Ende Juni 2018. Am 8. August 2016 gab er in der Startelf sein Debüt für die erste Mannschaft des VfB Stuttgart.
Im Januar 2017 wechselte Sama zur SpVgg Greuther Fürth. Bei den Fürthern unterschrieb er einen Vertrag bis zum 30. Juni 2019. Am 29. Januar 2018 wurde Sama für die Rückrunde der Saison 2017/18 an den Drittligisten VfL Osnabrück ausgeliehen.
Im Juli 2018 wechselte Sama zu Heracles Almelo.

### Nationalmannschaft
Sama erhielt 2009 die für seinen Vereinswechsel nach Großbritannien notwendige deutsche Staatsbürgerschaft und wurde somit für den DFB spielberechtigt. Am 13. März 2010 debütierte er für die deutsche U-17-Nationalmannschaft gegen Georgien. In der Eliterunde der Qualifikation zur U-17-Europameisterschaft 2010 absolvierte Sama drei weitere U-17-Länderspiele für Deutschland. Er absolvierte am 18. Mai 2011 für die U-18-Nationalmannschaft von Deutschland ein Länderspiel gegen Österreich. Für das U-19-Nationalteam Deutschlands war Sama in Qualifikationsspielen für die U-19-Europameisterschaften 2011 und 2012 im Einsatz. Im Oktober 2013 nahm er mit der deutschen U-20-Nationalmannschaft an einem Vier-Länder-Turnier in Gemert teil.

## Sonstiges
Sama kam im Alter von acht Jahren nach Deutschland. Sein Bruder Eric Yahkem und sein Cousin Josue-Serge Massoma waren in der Regionalliga West aktiv.